# Apamea roedereri
Apamea roedereri là một loài bướm đêm trong họ Noctuidae.